# 比恩模型
比恩模型（Bean's model），或临界态模型（critical state model），是为了解释第二类超导体的磁化现象而提出的简化模型，由C·P·比恩于1962年发表。比恩模型可以在宏观上解释超导体被不可逆磁化的过程中出现的磁滞现象。

## 假设

基于比恩模型计算出的超导体的磁化曲线

比恩模型所刻画的超导体内部场强在x方向上的空间分布随外加磁场的变化。左图初始的外加磁场为零（H = 0）；当H大于零且小于临界磁场H*，超导体内部的磁场分布如红线所示——场强随着深度增加呈线性递减，而中心部分保持超抗磁性，即磁场为零。橙线和黄线分别代表 H = H*，H > H* 的情况。右图始于左图的最终状态（黄线），磁场强度从 H > H* 开始减小然后反向增大，在达到临界磁场H*之前，超导体内部保持原有的磁场分布；而外侧出现了与原临界电流J_{c}大小相同，方向相反的超导电流，致使磁场强度分布出现如绿线所示的情况。蓝线和紫线分别表示 H = -H*，H < -H* 的情况。

比恩模型考虑的是较强的磁通钉扎导致涡旋静止不动的情况。若施加一个均匀的外部磁场，比恩模型假设超导体内部的磁场强度会随着深度增加呈线性递减，斜率为4πJc/c（高斯单位制下），其中Jc为临界电流密度。此电流代表的是为了抵抗外界磁场而在超导体内部感应出的电流。临界电流的值在比恩模型中只能取三种值：+Jc、-Jc或0。临界磁场H*被定义为恰好完全消除超导体内部迈斯纳相（即磁场为零的区域）所需的外加磁场。当外加磁场 H < H*，超导体未被外部磁场穿透的部分保持迈斯纳相，中心部分的磁场强度为零（右图中的红线）。当 H = H*，外部磁场正好完全穿透超导体，内部磁场分布如右图的橙线所示。继续在同一方向增加磁场强度并不会改变场强和深度的线性关系，而只会将其整体平移（右图的黄线）；有人将其与沙堆（sandpile）进行类比：对于一个沙堆，若沙堆的坡度达到了一个“临界值”，继续向上堆沙子不会增加沙堆的坡度（若坡度继续增加，则沙堆可能会因为不稳定而崩塌），而只增加整体的高度。基于这种“临界”的想法，比恩模型有时也会被称作“比恩临界态模型”（Bean's critical state model）。
若撤去外加磁场，超导体的内部将留下剩磁。在逐渐减小正向磁场至零后渐渐增大反向磁场的过程中，超导体内部可以被划分为两个区域（右图中的绿线）：靠近中心的区域的磁场梯度和撤去外场前保持一致，而靠近边缘的磁场梯度与其符号相反，大小一致。这是因为靠近中心的临界电流和靠近边缘的临界电流大小相等（均为Jc），方向相反。在反向磁场的强度增大到临界磁场H*以上（H = -H* 和 H < -H*）时，超导体内部再次只剩下一种临界态，磁场和临界电流的方向与之前 H = H* 时的方向正好相反（右图中的蓝线和紫线）。

## 比恩模型的推广
虽然比恩假设临界电流密度Jc为常数（即 H << Hc2 的条件下），但这只是一个比较粗略的估计。假设不同的临界电流密度可以在其他条件下得到更为精确的结果。例如，Kim 等人通过假设 1/J(H) 正比于 H 对比恩模型进行推广，其理论计算结果与 Nb3Sn 的测量结果相比极为吻合。另外，计算磁化强度时，样品不同的几何形状也是必须考虑的一点。